# Pêche à impulsion électrique
Ne doit pas être confondu avec la pêche électrique pratiquée en eau douce.

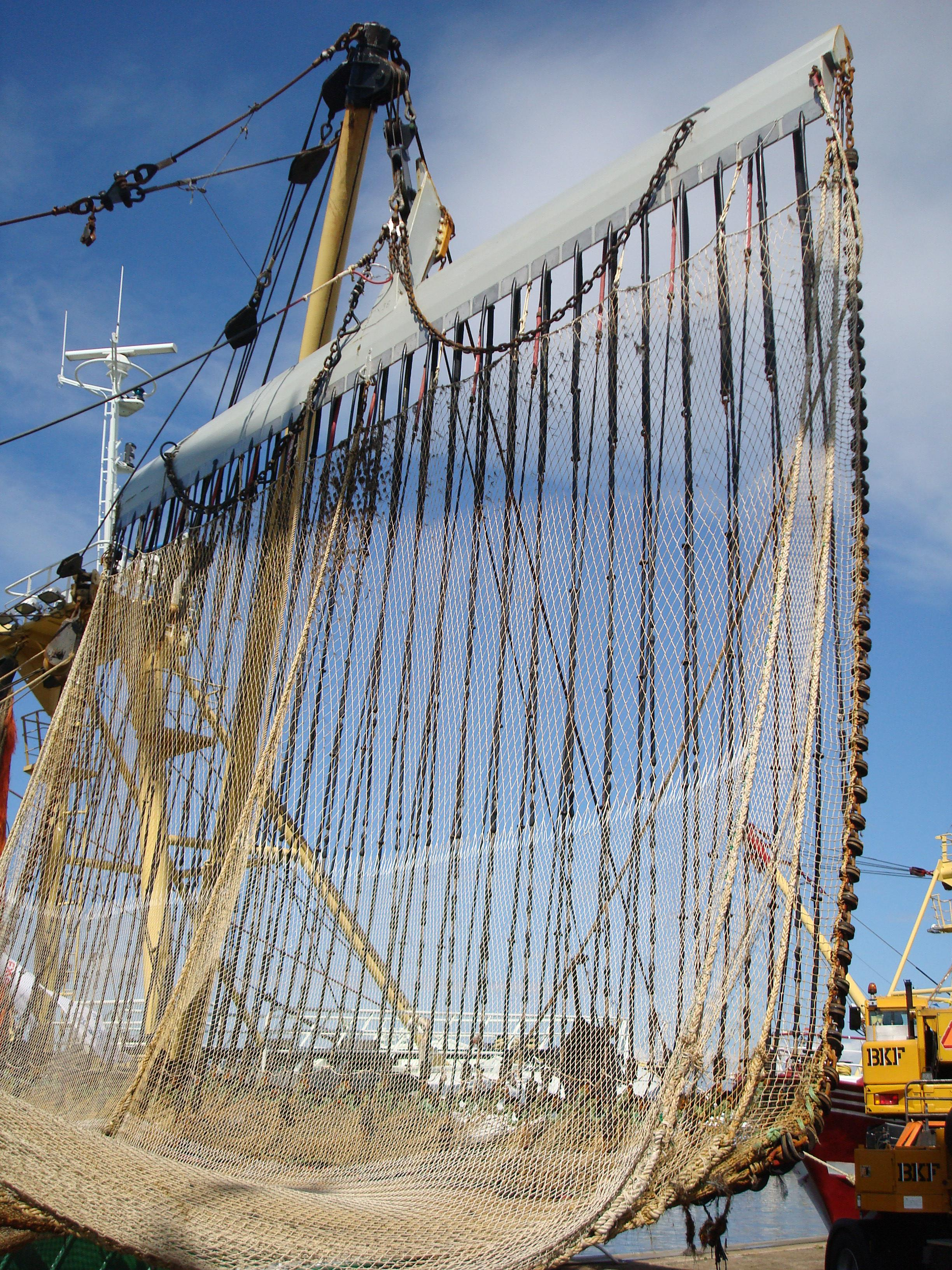
Filet de capture sur un chalut electrique

La pêche (à impulsion) électrique ou pêche au chalut électrique est un type de pêche au chalut utilisant un courant électrique de faible intensité au-dessus du fond pour faciliter la capture des poissons plats démersaux et des crevettes.
L'Union européenne l'a interdite puis a accordé quelques dérogations pour des pratiques expérimentales, à la demande de représentants de la filière pêche néerlandaise. Dans le cadre d'une proposition de règlement par la Commission européenne, le Parlement européen a demandé son interdiction totale en rendant sa première position. Le sujet est actuellement en négociation interinstitutionnelle. C'est au Conseil de l'Union européenne d'émettre sa position pour valider les amendements du Parlement européen ou renvoyer la proposition pour une seconde lecture. 

## Technique
Des projets, prototypes de divers types, et des tests d'adaptation de systèmes d'impulsion électrique (entre 10 et 20 volts) à la pêche au chalut de fond en mer existent depuis la fin du XXe siècle (1998). Le principe est que la partie avant du chalut, garnie d'électrodes, engendre un champ électrique qui provoque des contractions musculaires et fait decoller les animaux marins du fond pour faciliter leur capture par le filet qui suit. Cette technique est supposée moins blesser les prises car elle n'utilise pas de chaînes pour brasser le fond.
Dans la mer de Chine orientale, les chaluts à impulsion électrique, très utilisés dans les années 1980 et 1990 pour la pêche à la crevette, ont été détournés pour obtenir un courant suffisant pour tuer directement les animaux visés.

## Avantages
Selon les promoteurs de cette technique, les tests faits en Europe, avec un chalutier de 25,5 m tirant deux « chaluts à impulsions électriques » sont prometteurs ; avec la pêche électrique en mer, les chaluts et le matériel de trait sont allégés, et ils diminuent la consommation de fioul (20 à 40 % de moins), avec beaucoup moins de perturbation du fond, et moins de captures accessoires à rejeter. Selon les promoteurs de cette technique, avec des impulsions d'une douzaine de volts, les poissons de fond ne sont ni paralysés ni tués par l'électricité (comme avec la pêche électrique de comptage), mais ils sont forcés à se décoller du fond, ce qui permet d'utiliser un chalut endommageant moins le fond ; un chalut équipé d'une générateur d'impulsions électriques n'aurait en effet plus besoin de racler la couche superficielle de sable ou vase qui est aussi l'habitat d'autres espèces, dont les poissons plats et un grand nombre d'autres organismes. L'expérience ayant montré qu'en présence d'un champ électrique assez intense, la crevette a le réflexe de « sauter » au-dessus du fond, ce qui permet une capture plus aisée, sans limiter le risque de surpêche. Ce mode de pêche se développerait aussi en Chine (qui disposait de 3 000 bateaux de pêche à la crevette opérant en zone tropicale dans les années 1990)
Si les premiers tests européens laissent penser que le nombre d'individus capturés est moindre (le turbot serait fortement touché, mais la plie moins touchée), en revanche, les poissons n'étaient pas abîmés par le procédé et ils se sont mieux vendus aux enchères, avec un bénéfice au kilogramme globalement légèrement supérieur pour le pêcheur.

## Risques
La question des impacts et de la rentabilité à moyen et long terme n'est pas tranchée. 

### Pour les individus et espèces non ciblées
Le Conseil international pour l'exploration de la mer note « des effets très néfastes sur les requins et les raies, sensibles à l'électricité ».

### Au niveau de la surexploitation des stocks
Cette technique de pêche peut contribuer à une diminution plus rapide de la ressource sans que d'éventuels impacts indirects de ces méthodes semblent avoir été étudiés.
L'augmentation des quantités pêchées en mer du Nord constatée début 2018[réf. souhaitée] permet de penser que la ressource à long terme dans cette zone est mise en péril[réf. souhaitée], diminuant alors les bénéfices futurs.

## Législation
La pêche au chalut électrique est interdite en Europe, en raison de ses impacts sur certaines espèces particulièrement sensibles aux champs électriques (raies par exemple) et en raison du risque qu'elle soit utilisée pour surexploiter certaines ressources halieutiques. Néanmoins, des dérogations ont été accordées pour certains chaluts expérimentaux. Elle est, par ailleurs, pratiquée illégalement notamment aux Pays-Bas
Jusqu'à la fin de l'année 2006, l'Europe interdit complètement la pratique en raison de sa capacité à surexploiter une ressource. Cette interdiction a freiné le développement de cette technique, mais à la faveur d'une dérogation demandée et obtenue par les Pays-Bas en 2006 et à certaines conditions, des tests ont été faits ou proposés par des pêcheurs néerlandais sur un chalutier de 41 m de Texel, en Flandre belge, et en France dans les années 2000 de cette solution pour récolter des crustacés de fond  (crevettes en l'occurrence) ou des poissons plats.

### Interdiction en Europe
La commission de la pêche du Parlement européen réunie le 21 novembre 2017 s’est prononcée, par vingt-trois voix contre trois, en faveur d’un possible développement de la pêche électrique. Cependant, en janvier 2018 les parlementaires votent pour l'interdiction de la pêche au chalut électrique dans les eaux européennes. 
Le règlement de l'Union européenne du 20 juin 2019 relatif à la conservation des ressources halieutiques et à la protection des écosystèmes marins par des mesures techniques interdit, à cette date, toute pêche au chalut associé au courant électrique impulsionnel dans l'ensemble des eaux européennes. Une dérogation est accordée pour les eaux européennes de la mer du Nord, sous certaines conditions, et ce jusqu'au 1er juillet 2021. Jusqu'à cette date, les États membres peuvent prendre des mesures pour limiter ou interdire l’utilisation de cette méthode de pêche dans les eaux situées à moins de 12 milles marins des côtes relevant de leur souveraineté ou de leur juridiction.
Dans ce cadre,  certains pays ont mis en place une réglementation spécifique :
- En France, un arrêté préfectoral interdit cette méthode depuis le 14 août 2019 dans les eaux territoriales française de la mer du Nord[20],[21]. À la suite de cet arrêté, la pêche au chalut électrique est interdite de facto dans l'ensemble des eaux françaises au vu de la réglementation européenne.
- En Belgique, le 14 août 2019 le gouvernement flamand interdit cette méthode dans sa zone des 12 milles[22].

En Allemagne, au Royaume-Uni, au Danemark et aux Pays-Bas, ce type de pêche est encore autorisée dans les eaux de la mer du Nord.
L'interdiction de cette méthode amène les pêcheurs néerlandais à se reconvertir dans d'autres types de pêche au chalut ou à investir les eaux du Skagerrak.

## Oppositions
Pour Greenpeace (en 2006), « Tout cela pour dissimuler une méthode archaïque et brutale, avec comme effet des décharges électriques sur les juvéniles et les pontes enfouies dans les sédiments ! ».
Selon l'association Pew, cette technique produirait des effets nocifs sur les raies. 
Le WWF a dénoncé « une méthode de pêche destructrice » et des « impacts encore inconnus sur l'écosystème marin ».
L'association BLOOM a lancé une grande campagne contre ce procédé fin 2017, en vue du vote de l'autorisation possible de cette technique en Europe.
Le Comité national des pêches maritimes et des élevages marins est opposé cette technique et leur implantation aux Pays-Bas.
Une plainte a été déposée contre les Pays-Bas le 2 octobre 2017 par l'association Bloom, motivée par l'usage de licences illégales de pêche électrique dans le sud de la mer du Nord. La direction des pêches de la Commission européenne a considéré la plainte comme recevable, et a le 1er février 2019 annoncé avoir l'intention d'ouvrir « une procédure formelle d'infraction contre les Pays-Bas » pour non-respect du droit de l'Union européenne. Bloom avait aussi saisi la médiatrice européenne (le 6 novembre 2018) pour mauvaise administration de la Commission européenne. La Commission avait jusqu'au 31 janvier pour répondre à la plainte de Bloom qui, dans une lettre du 4 février, demande aux 27 commissaires européens de valider sans attendre la demande d'ouverture de cette procédure judiciaire, et qui a par un autre courrier demandé à Karmenu Vella (commissaire chargé de la pêche) de conclure les négociations en cours pour aboutir à l'interdiction totale et définitive de cette forme de pêche au 31 juillet 2019.